# Stockholms Bryggerier

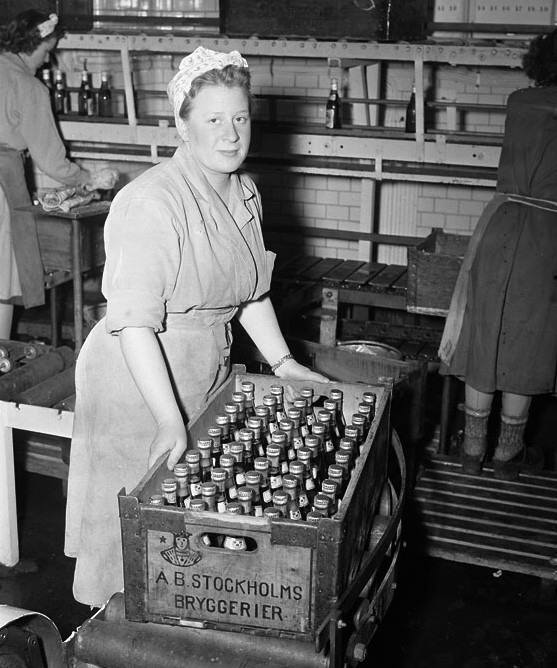
Jubileumsöl, Stockholms Bryggerier 1953

AB Stockholms Bryggerier var en bryggerigrupp och ett konsortium som bildades 1889 genom samgående av ett antal större och mindre bryggerier i Stockholm.

## Historik
AB Stockholms Bryggeriers historia började med ett sammanträde mellan Hamburgerbryggeriets ägare, Frans Heiss och Georg Sellmann, ägarna till Nürnbergs Bryggeri, Fritz Dölling, samt den tyske finansmannen Louis Fraenckel.
På 1870-talet hade Stockholms bryggare försökt få upp ölpriserna genom att sluta ett kartellavtal. Man ville förena samtliga av Stockholms bryggerier i ett konsortium och därmed räknade man med att kunna trissa upp ölpriserna och även företagens lönsamhet. Som första steg bestämdes att kommanditbolaget Louis Frænkel & Co skulle köpa Hamburgerbryggeriet och Nürnbergs Bryggeri. Fusionen lockade många andra bryggare och under den följande månaden köptes även Neumüllers Bryggeri, Piehls Bryggeri och Grönwalls Bryggeri.
År 1899 hade Stockholm 13 bryggerier, inte alla var med i AB Stockholmsbryggerier. Efter en tid fick konsortiet en monopolställning i Stockholm. 
Stockholms Bryggeriers monopol i Stockholm bröts dock på 1920-talet när tre svagdricksbryggerier fick tillstånd att tillverka öl klass II. Det första av dessa, Birger Jarls bryggeri, köptes redan efter två år. Det andra, Bryggeriet Kronan, införlivades i Stockholms Bryggerier 1938. Det tredje, Hembryggeriet, hamnade i svårigheter under andra världskriget och köptes via bulvan år 1941 av Stockholms Bryggerier för att genast läggas ner. År 1928 övergick aktiemajoriteten i Apotekarnes Mineralvatten AB till AB Stockholms Bryggerier.
Man köpte ett stort antal bryggerier i landsorten, vilka konsoliderades, moderniserades och, allteftersom, lades ner, exempelvis Nya Centralbryggeriet. I drygt tio år hade AB Stockholms Bryggerier nu åter monopol på öltillverkningen i Stockholmsområdet till dess kartellbildningar förbjöds i en ny lag och konkurrens från övriga landet tillkom. De båda bryggerijättarna Stockholms Bryggerier och Pripp & Lyckholm slog sig samman 1964 och bildade Pripp-Bryggerierna AB.

## Översikt

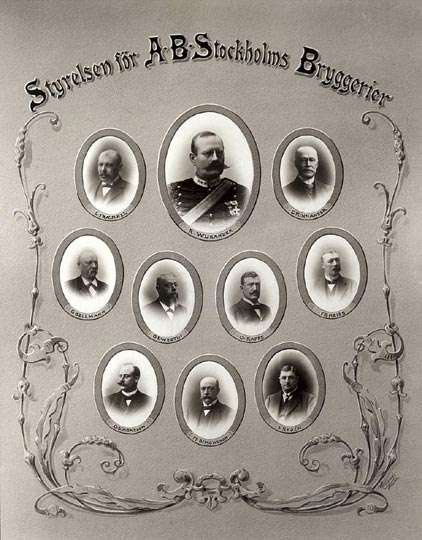
Styrelsen för AB Stockholms Bryggerier

I AB Stockholmsbryggerier ingick före första världskriget följande företag:
| Bryggeri            | Ursprunglig ägare                          | Etablering | Uppköp | Nerläggning |
| ------------------- | ------------------------------------------ | ---------- | ------ | ----------- |
| Bjurholms Bryggeri  | Anders Bjurholm                            | 1852       | 1889   | 1910        |
| S:t Eriks Bryggeri  | Johan Brusell, Carl Brusell                | 1859       | 1889   | 1929        |
| Grönwalls Bryggeri  | Carl Axel Grönwall                         | 1867       | 1889   | 1912        |
| Wienerbryggeriet    | Peter Magnus Simonsson                     | 1868       | 1893   | 1893        |
| Hamburgerbryggeriet | Fritz Dölling, Georg Sellmann, Frans Heiss | 1869       | 1889   | 1970        |
| Münchenbryggeriet   | C.C. Brusell & Co                          | 1857       | 1910   | 1971        |
| Neumüllers Bryggeri | Friedrich Neumüller                        | 1853       | 1889   | 1959        |
| Nürnbergs Bryggeri  | Fritz Dölling                              | 1862       | 1889   | 1916        |
| C G Piehls Bryggeri | Carl Gustaf Piehl                          | 1880       | 1889   | 1941        |
| Pilsenerbryggeriet  | Fritz Dölling                              | 1896       | 1909   | 1909        |
| Stora Bryggeriet    | Stockholms Enskilda Bank                   | 1890       | 1910   | 1975        |

## Varumärken
Bryggeriets största produkt under 1950- och 1960-talen var pilsnerölet S:t Eriks, med bild på Stockholms stadsvapen.
Varumärket S:t Eriks har återuppstått efter att Carlsberg avyttrat rättigheterna till det. För tillfället tillverkas ölet bl.a. vid ett par mindre bryggerier, ett i Rosersberg i Stockholms län och ett i Uppsala.